# Nicrophorus japonicus
Nicrophorus japonicus là một loài bọ cánh cứng trong họ Silphidae được miêu tả bởi Harold in 1877.